# Tuhrina
Tuhrina est un village de Slovaquie situé dans la région de Prešov.

## Histoire
Première mention écrite du village en 1427.

## Démographie

### Évolution de la population
| Année:               | 1994. | 2004.    | 2014.   | 2024.    |
| -------------------- | ----- | -------- | ------- | -------- |
| Nombre de personnes: | 381   | 435      | 471     | 554      |
| Différence:          |       | +14,17 % | +8,27 % | +17,62 % |

| Année:               | 2023. | 2024.   |
| -------------------- | ----- | ------- |
| Nombre de personnes: | 551   | 554     |
| Différence:          |       | +0,54 % |